# Estación de Pireo
La estación de metro del Pireo forma parte de la línea 1 del Metro de Atenas. Situado en Pireo y tomó su nombre del puerto, por debajo del cual se encuentra. Esto ofrece la posibilidad de transferencia entre la línea del metro y Proastiakós.

## Servicios

### Metro de Atenas
| << cabecera | < estación | línea   | estación > | cabecera >> |
| ----------- | ---------- | ------- | ---------- | ----------- |
| terminal    | terminal   | Línea 1 | Faliro     | Kifissia    |

### Proastiakós
| << cabecera | < estación | línea                        | estación > | cabecera >>        |
| ----------- | ---------- | ---------------------------- | ---------- | ------------------ |
| terminal    | terminal   | Piraeus - Chalkis/Ano Liosia | Lefka      | Chalkis/Ano Liosia |